# Leonie Küng
Leonie Küng (Beringen, 21 ottobre 2000) è una tennista svizzera.

## Carriera
Nel circuito ITF ha vinto 11 titoli in singolare e 11 titoli in doppio.
Nei tornei dello Slam è stata finalista a Wimbledon junior nel singolare, dove è stata sconfitta da Iga Świątek.
Il 16 febbraio 2020 ha raggiunto la prima finale WTA al Thailand Open a Hua Hin, sconfitta dalla più quotata Magda Linette in due set.

## Statistiche WTA

### Singolare

#### Sconfitte (1)
| Legenda               |
| --------------------- |
| Grande Slam (0)       |
| Argenti Olimpici (0)  |
| WTA Finals (0)        |
| WTA Elite Trophy (0)  |
| Dal 2009 al 2020      |
| Premier Mandatory (0) |
| Premier 5 (0)         |
| Premier (0)           |
| International (1)     |

| N. | Data             | Torneo                     | Superficie | Avversaria in finale | Punteggio |
| 1. | 16 febbraio 2020 | GSB Thailand Open, Hua Hin | Cemento    | Magda Linette        | 3-6, 2-6  |

## Circuito WTA 125

### Doppio

#### Vittorie (1)
| N. | Data           | Torneo               | Superficie  | Compagna         | Avversarie in finale                | Punteggio        |
| 1. | 10 luglio 2021 | Swedish Open, Båstad | Terra rossa | Mirjam Björklund | Tereza Mihalíková Kamilla Rachimova | 5-7, 6-3, [10-5] |

## Statistiche ITF

### Singolare

#### Vittorie (11)
| Torneo $100.000 (0) |
| Torneo $80.000 (0)  |
| Torneo $75.000 (0)  |
| Torneo $60.000 (0)  |
| Torneo $50.000 (0)  |
| Torneo $40.000 (0)  |
| Torneo $25.000 (4)  |
| Torneo $15.000 (7)  |
| Torneo $10.000 (0)  |

| N.  | Data             | Torneo                                         | Superficie  | Avversaria in finale      | Punteggio     |
| 1.  | 19 novembre 2017 | Norwegian Tennis Open, Oslo                    | Cemento (i) | Simona Waltert            | 6–4, 6–4      |
| 2.  | 14 gennaio 2018  | Open ASPTT Martinique, Fort-de-France          | Cemento     | Emily Appleton            | 6–4, 2–6, 6–4 |
| 3.  | 2 dicembre 2018  | ITF Women's Circuit Monastir, Monastir         | Cemento     | Chiara Scholl             | 6–2, 6–1      |
| 4.  | 9 dicembre 2018  | ITF Women's Circuit Monastir, Monastir         | Cemento     | Bojana Marinković         | 6–2, 6–4      |
| 5.  | 8 dicembre 2019  | GD Tennis Cup, Adalia                          | Cemento     | Georgia Crăciun           | 6–2, 6–4      |
| 6.  | 23 aprile 2023   | Kursumlijska Banja Women's, Kuršumlijska Banja | Terra rossa | Lavinia Tănăsie           | 7-6(7), 6-1   |
| 7.  | 30 aprile 2023   | Kursumlijska Banja Women's, Kuršumlijska Banja | Terra rossa | Lavinia Tănăsie           | 6-3, 6-2      |
| 8.  | 11 febbraio 2024 | Saddlebrook Resort, Wesley Chapel              | Terra verde | Sophie Chang              | 6-4, 3-6, 6-3 |
| 9.  | 31 marzo 2024    | ForteVillage ITF Trophy, Pula                  | Terra rossa | Sapfo Sakellaridi         | 6-4, 6-4      |
| 10. | 27 ottobre 2024  | Loulé Ladies Open, Loulé                       | Cemento     | Irene Burillo Escorihuela | 6-2, 6-1      |
| 11. | 16 febbraio 2025 | World Tennis Tour Timaru, Timaru               | Cemento     | Naiktha Bains             | 6-1, 6-2      |

#### Sconfitte (9)
| Torneo $100.000 (0) |
| Torneo $80.000 (0)  |
| Torneo $75.000 (0)  |
| Torneo $60.000 (1)  |
| Torneo $50.000 (0)  |
| Torneo $40.000 (1)  |
| Torneo $25.000 (4)  |
| Torneo $15.000 (2)  |
| Torneo $10.000 (1)  |

| N. | Data              | Torneo                                                       | Superficie  | Avversaria in finale    | Punteggio     |
| 1. | 8 ottobre 2016    | Gran Canaria Yellow Bowl, Telde                              | Terra rossa | Giulia Gatto-Monticone  | 6–2, 1–6, 3–6 |
| 2. | 21 gennaio 2018   | Open Féminin de Tennis de l'Ile de Saint-Martin, Petit-Bourg | Cemento     | Irina Ramialison        | 3–6, 5–7      |
| 3. | 11 agosto 2019    | Disa Gran Canaria, Las Palmas de Gran Canaria                | Terra rossa | Mayar Sherif            | 1–6, 0–6      |
| 4. | 25 giugno 2023    | Women's Santo Domingo, Santo Domingo                         | Terra rossa | Martina Capurro Taborda | 2–6, 4–6      |
| 5. | 21 gennaio 2024   | Germain BMW of Naples, Naples                                | Terra verde | Marie Benoît            | 4-6, 6-1, 4-6 |
| 6. | 14 aprile 2024    | Gran Canaria Women's TDC Series Pro, Telde                   | Terra rossa | Ariana Geerlings        | 1-6, 1-6      |
| 7. | 30 giugno 2024    | Open Generali Ciudad de Palma del Río, Palma del Río         | Cemento     | Linda Klimovičová       | 5-7, 4-6      |
| 8. | 29 settembre 2024 | ForteVillage ITF Trophy, Pula                                | Terra rossa | Julia Grabher           | 6-3, 0-6, 2-6 |
| 9. | 2 febbraio 2025   | Brisbane QTC Tennis International, Brisbane                  | Cemento     | Priscilla Hon           | 4-6, 6-4, 2-6 |

### Doppio

#### Vittorie (11)
| Torneo $100.000 (0) |
| Torneo $80.000 (0)  |
| Torneo $75.000 (0)  |
| Torneo $60.000 (1)  |
| Torneo $50.000 (0)  |
| Torneo $40.000 (0)  |
| Torneo $25.000 (4)  |
| Torneo $15.000 (6)  |
| Torneo $10.000 (0)  |

| N.  | Data              | Torneo                                                     | Superficie  | Compagna            | Avversarie in finale                         | Punteggio           |
| 1.  | 20 novembre 2017  | Norwegian Tennis Open, Oslo                                | Cemento (i) | Shaline-Doreen Pipa | Ina Kaufinger Anette Munozova                | 6–4, 5–7, [10–3]    |
| 2.  | 28 settembre 2018 | Open GDF SUEZ Clermont-Ferrand, Clermont-Ferrand           | Cemento (i) | Isabella Šinikova   | Manon Arcangioli Sherazad Reix               | 6-2, 7-5            |
| 3.  | 5 novembre 2022   | Topspin Energy Cup, Solarino                               | Sintetico   | Lian Tran           | Giulia Crescenzi Miriana Tona                | 6-2, 6-2            |
| 4.  | 26 novembre 2022  | Lousada Indoor Open, Lousada                               | Cemento (i) | Océane Babel        | Celia Cerviño Ruiz Tess Sugnaux              | 7-6(3), 5-7, [10-2] |
| 5.  | 12 febbraio 2023  | Magic Tours, Monastir                                      | Cemento     | Chantal Sauvant     | Tilwith Di Girolami Patricija Paukštytė      | 7-5, 6-2            |
| 6.  | 25 febbraio 2023  | Magic Tours, Monastir                                      | Cemento     | Naho Sato           | Eleni Christofi Paris Corley                 | 6-2, 6-1            |
| 7.  | 12 maggio 2023    | Carinthian Ladies Lake´s Trophy, Pörtschach am Wörther See | Terra rossa | Chantal Sauvant     | Valerija Olianovskaja Linda Ševčíková        | w/o                 |
| 8.  | 1º luglio 2023    | Women's Santo Domingo, Santo Domingo                       | Terra rossa | Ksenija Laskutova   | Noelia Bouzó Zanotti Martina Capurro Taborda | 6-4, 3-6, [10-3]    |
| 9.  | 13 gennaio 2024   | Germain BMW of Naples, Naples                              | Terra verde | Marie Benoît        | Mayuka Aikawa Hsu Chieh-yu                   | 6(6)-7, 6-2, [10-8] |
| 10. | 13 luglio 2024    | Torneo Internazionale Femminile Antico Tiro a Volo, Roma   | Terra rossa | Vasanti Shinde      | Matilde Paoletti Beatrice Ricci              | 4-6, 6-4, [10-7]    |
| 11. | 12 ottobre 2024   | Internationaux de Touraine Feminin, Joué-lès-Tours         | Cemento (i) | Sarah Beth Grey     | Anastasija Firman Chelsea Fontenel           | 6-4, 6-2            |

#### Sconfitte (11)
| Torneo $100.000 (0) |
| Torneo $80.000 (0)  |
| Torneo $75.000 (0)  |
| Torneo $60.000 (0)  |
| Torneo $50.000 (0)  |
| Torneo $40.000 (1)  |
| Torneo $25.000 (5)  |
| Torneo $15.000 (3)  |
| Torneo $10.000 (2)  |

| N.  | Data             | Torneo                                         | Superficie  | Compagna           | Avversarie in finale                       | Punteggio         |
| 1.  | 3 settembre 2016 | Sion Open, Sion                                | Terra rossa | Simona Waltert     | Emily Arbuthnott Karin Kennel              | 2–6, 1–6          |
| 2.  | 7 ottobre 2016   | Gran Canaria Yellow Bowl, Telde                | Terra rossa | Vivian Wolff       | Lucía de la Puerta Uribe Guiomar Maristany | 5–7, 4–6          |
| 3.  | 14 luglio 2017   | Knokke Zoute Ladies Open, Knokke               | Terra rossa | Axana Mareen       | Quinn Gleason Luisa Stefani                | 4–6, 5–7          |
| 4.  | 22 giugno 2019   | ITF Women's Open Klosters, Klosters            | Terra rossa | Isabella Šinikova  | Lisa Sabino Gaia Sanesi                    | 6–3, 1–6, [6–10]  |
| 5.  | 7 dicembre 2019  | GD Tennis Cup Series, Adalia                   | Cemento     | Melis Sezer        | Georgia Andreea Crăciun Ioana Gaspar       | 4–6, 6–1, [12–14] |
| 6.  | 22 aprile 2023   | Kursumlijska Banja Women's, Kuršumlijska Banja | Terra rossa | Bojana Marinković  | Katarína Kužmová Ksenija Laskutova         | 5-7, 3-6          |
| 7.  | 2 dicembre 2023  | Kaeline WTT Pro Series Limassol, Limassol      | Cemento     | Katy Dunne         | Anastasija Gur'eva Polina Iatcenko         | w/o               |
| 8.  | 10 febbraio 2024 | Saddlebrook Resort, Wesley Chapel              | Terra verde | Weronika Falkowska | Marija Kononova Marija Kozjreva            | 5-7, 1-6          |
| 9.  | 23 marzo 2024    | ITF WTT Kaeline Pro Series, Larnaca            | Cemento     | Eliz Maloney       | Francesca Curmi Despoina Papamichaīl       | 3-6, 2-6          |
| 10. | 1º giugno 2024   | Montemor Ladies Open, Montemor-o-Novo          | Cemento     | Evjalina Laskevič  | Madeleine Brooks Eudice Chong              | 4-6, 4-6          |
| 11. | 6 luglio 2024    | BMW Roma Cup, Roma                             | Terra rossa | Rasheeda McAdoo    | Yvonne Cavallé Reimers Aurora Zantedeschi  | 4-6, 4-6          |

## Grand Slam Junior

### Singolare

#### Sconfitte (1)
| Tornei del Grande Slam  |
| ----------------------- |
| Australian Open (0)     |
| Open di Francia (0)     |
| Torneo di Wimbledon (1) |
| US Open (0)             |

| N. | Data           | Torneo                      | Superficie | Avversario in finale | Punteggio |
| 1. | 14 luglio 2018 | Torneo di Wimbledon, Londra | Erba       | Iga Świątek          | 4-6, 2-6  |